# Adriana Betancur
Adriana Betancur Montealegre (Medellín, 1 de mayo de 1980) es una presentadora de televisión y modelo colombiana.

## Biografía
Estudió Comunicación Audiovisual y Producción de Televisión en el Politécnico Colombiano Jaime Isaza Cadavid, en la ciudad de Medellín. Su trayectoria en la televisión empezó en Cable Pacífico. En 2004, como candidata a Señorita Antioquia, fue virreina. En 2005, participó en el Reinado Nacional del Café y también fue virreina. Luego se desempeñó como asesora de relaciones públicas de la Federación Nacional de Cafeteros, y presentó el programa institucional de esa entidad en el Canal Uno.
Al llegar al Canal RCN, empezó presentando Nuestra Feria, y entre 2009 y 2010, fue presentadora de la sección de Entretenimiento de Noticias RCN. Luego pasó al programa matinal de los fines de semana Como en Casa, de RCN Nuestra Tele. Fue presentadora de Muy buenos días, junto con Jota Mario Valencia y Laura Acuña.

## Filmografía

### Programas
| Año       | Título          | Rol          | Canal          |
| --------- | --------------- | ------------ | -------------- |
| 2009      | Nuestra feria   | Presentadora | RCN Televisión |
| 2009-2010 | Noticias RCN    | Presentadora | RCN Televisión |
| 2012      | Como en casa    | Presentadora | RCN Televisión |
| 2015-2018 | Muy buenos días | Presentadora | RCN Televisión |
| 2018      | El desayuno     | Presentadora | RCN Televisión |